# Lignées Pango
Lignées Pango ou Attribution phylogénétique des lignées d'épidémies mondiales nommées (PANGOLIN) est un outil logiciel développé par les membres du laboratoire Rambaut, et l'application Web associée. Son objectif est de mettre en œuvre la nomenclature dynamique des lignées SARS-CoV-2, connue sous le nom de nomenclature Pango. Un utilisateur avec une séquence génomique complète d'un échantillon de SARS-CoV-2 peut utiliser l'outil pour soumettre cette séquence, qui est ensuite comparée à d'autres séquences génomiques, et assignée à la lignée la plus probable (Lignées Pango).

## Contexte
Une lignée Pango est décrite comme un groupe de séquences associées à un événement épidémiologique, par exemple l'introduction du virus dans une zone géographique distincte avec des preuves de propagation.
L'outil et le système de nomenclature sont largement utilisés pendant la Pandémie de Covid-19,.